# Калхун, Крейг
Крейг Дже́ксон Калху́н (англ. Craig Jackson Calhoun; род. 16 июня 1952, Ватсека, Иллинойс) — американский социолог и общественный деятель.
Доктор философии Оксфорда, Университетский профессор Университета штата Аризона.
В 1999—2012 гг. президент the Social Science Research Council.
Директор и президент Лондонской школы экономики и политических наук (2012—2016).
Член Американского философского общества (2012) и Британской академии (2015).

## Биография
Родился 16 июня 1952 года в Ватсека штата Иллинойс.
В 1972 году в Университете Южной Калифорнии получил бакалавра гуманитарных наук в области антропологии, в 1974 году — магистра гуманитарных наук по антропологии и социологии в Колумбийском университете, в 1975 году — магистра гуманитарных наук по социальной антропологии. В 1980 году в Оксфордском университете — под научным руководством Рональда Хартвелла — защитил диссертацию по теме «Сообщество, класс и коллективное действие: народный протест в индустриализированной Англии и теория радикализма рабочего класса» (англ. Community, Class and Collective Action: Popular Protest in Industrializing England and the Theory of Working Class Radicalism) и получил доктора философии по социологии и современной социальной и экономической истории.
В 1977—1986 годах преподавал в Университете Северной Каролины в Чапел-Хилле, являлся там деканом Школы последипломного образования и директором-основателем Университетского центра международных исследований.
В 1996—2006 годах — профессор общественных наук и заведующий кафедрой социологии Нью-Йоркского университета. В дальнейшем работал в университете в качестве директора Института общественного знания.
С 2006 года преподавал в Колумбийском университете.
В сентябре 2012 года стал директором и президентом Лондонской школы экономики и политических наук.
В 2016—2018 гг. президент Berggruen Institute.
Преподавал в Асмарском университете, Высшей школе социальных наук, Оксфордском университете, Пекинском институте иностранных языков, Университете Осло и Хартумском университете. В 2000 году был заслуженным приглашённым профессором Бристольского университета.

## Награды
- Почётный доктор Университета Ла Троба (2005)[11];
- Почётный доктор Университета имени Эразма Роттердамского (2014) — как «один из ведущих обществоведов современности»;
- Член[англ.] Академии общественных наук[англ.] (2015)[15];
- Член Британской академии (2015)[16];
- Член Нью-Йоркского института гуманитарных наук[англ.] Нью-Йоркского университета.

## Научные труды

### Монографии
- Calhoun, Craig. The Roots of Radicalism: Tradition, the Public Sphere, and Early Nineteenth-Century Social Movements. — University of Chicago Press, 2012. — ISBN 978-0-226-09086-3.
- Calhoun, Craig. Nations Matter: Culture, History and the Cosmopolitan Dream. — Routledge, 2007. — ISBN 978-1-134-12758-0.
- Calhoun, Craig J. Nationalism. — University of Minnesota Press[англ.], 1997. — ISBN 978-0-8166-3120-9.
  - Калхун Крэйг Национализм. / Пер. с англ. А. Смирнова. — М.: Территория будущего, 2006. — 286 с. — (Университетская библиотека Александра Погорельского. Серия Социология. Политология) — ISBN 5-91129-013-8
- Calhoun, Craig. Critical Social Theory: Culture, History, and the Challenge of Difference. — Wiley-Blackwell, 1995. — ISBN 978-1-55786-288-4.
- Calhoun, Craig J. Neither Gods Nor Emperors: Students and the Struggle for Democracy in China. — University of California Press, 1994. — ISBN 978-0-520-08826-9.
- Donald Light. Sociology / Donald Light, Suzanne Keller, Craig Calhoun. — McGraw-Hill, 1989. — ISBN 978-0-07-554565-1. with Donald Light and Suzanne Keller
- Calhoun, Craig J. The Question of Class Struggle: Social Foundations of Popular Radicalism During the Industrial Revolution. — University of Chicago Press, 1982. — ISBN 978-0-226-09090-0.

### Научная редакция
- Calhoun, Craig; Eduardo Mendieta, and Jonathan VanAntwerpen. (2013) Habermas and Religion. Polity Press.
- Wallerstein, Immanuel; Randall Collins, Michael Mann, Georgi Derluguian, and Craig Calhoun. (2013). Does Capitalism Have a Future? Oxford University Press. ISBN 9780199330850
- Calhoun, Craig, Mark Juergensmeyer, and Jonathan VanAntwerpen. (2011) Rethinking Secularism. Oxford University Press. ISBN 978-0199796687
- Michael Warner, Jonathan VanAntwerpen, and Craig Calhoun. (2010) Varieties of Secularism in a Secular Age. Harvard University Press.
- Calhoun, Craig and Sennett, Richard. (2007) Practicing Culture. Routledge.
- Calhoun, Craig; Gerteis, Joseph; Moody, James; Pfaff, Steven; and Indermohan Virk. (2007) Contemporary Sociological Theory, 2nd. ed. Blackwell.
- Calhoun, Craig; Gerteis, Joseph; Moody, James; Pfaff, Steven; and Indermohan Virk. (2007) Classical Sociological Theory, 2nd. ed. Blackwell.
- Calhoun, Craig. (2007) Sociology in America: A History. University of Chicago Press.
- Calhoun, Craig; Rojek, Chris; and Turner, Bryan. (2006) Sage Handbook of Sociology. Sage Publications.
- Calhoun, Craig. (2005) Lessons of Empire: Imperial Histories and American Power. New Press.
- Calhoun, Craig; Price, Paul; and Timmer; Ashley. (2002) Understanding September 11. The New Press.
- Calhoun, Craig. (2002) Dictionary of the Social Sciences. Oxford University Press.
- Calhoun, Craig, and McGowan John. (1997) Hannah Arendt and the Meaning of Politics. University of Minnesota Press.
- Calhoun, Craig. (1994) Social Theory and the Politics of Identity. Wiley-Blackwell. ISBN 9781557864734
- Calhoun, Craig; LiPuma, E.; and Postone; M. (1993) Bourdieu: Critical Perspectives. Cambridge: Polity Press and Chicago: University of Chicago Press.
- Calhoun, Craig. (1992) Habermas and the Public Sphere. Cambridge, MA: MIT Press.ISBN 9780262531146
- Calhoun, Craig; Scott, W.R.; and Meyer, M. (1990) Structures of Power and Constraint: Essays in Honor of Peter M. Blau. Cambridge and New York: Cambridge University Press.
- Calhoun, Craig and Ianni, F. A. J. (1976) The Anthropological Study of Education. The Hague: Mouton, and Chicago: Aldine.

### Статьи
- Калхун К. Классическая социальная теория и Французская революция 1848 года // Логос. 2012. № 4 (88). С. 143—171